# Vriesea repandostachys
Vriesea repandostachys é uma espécie de planta do gênero Vriesea e da família Bromeliaceae. 

## Taxonomia
A espécie foi descrita em 1999 por Elton Martinez Carvalho Leme. 

## Forma de vida
É uma espécie epífita e herbácea. 

## Descrição
| Caule                                  | Caule                                  |
| -------------------------------------- | -------------------------------------- |
| propagação vegetativa                  | por broto lateral                      |
| Folha                                  |                                        |
| roseta                                 | infundibuliforme                       |
| forma da lâmina                        | linear                                 |
| largura da lâmina                      | 1                                      |
| Inflorescência                         |                                        |
| tipo de ramificação                    | simples                                |
| posição                                | subereta                               |
| posição das flores na raque            | dística                                |
| posição das flores na antese           | subereta                               |
| posição das flor                       | não secunda                            |
| ápice das brácteas florais             | encurvado                              |
| carena das brácteas florais            | em todo o dorso                        |
| cor das brácteas florais               | base vermelha e ápice amarelo ou verde |
| Flor                                   |                                        |
| forma da pétala                        | linear                                 |
| forma do apêndice da pétala            | obtuso                                 |
| cor da pétala                          | amarela com ápice verde                |
| posição dos estames na fauce da corola | exserto                                |
| posição do pistilo e estame na antese  | desconhecida                           |

## Conservação
A espécie faz parte da Lista Vermelha das espécies ameaçadas do estado do Espírito Santo, no sudeste do Brasil. A lista foi publicada em 13 de junho de 2005 por intermédio do decreto estadual nº 1.499-R. 

## Distribuição
A espécie é encontrada no estado brasileiro de Espírito Santo. 
Em termos ecológicos, é encontrada no domínio fitogeográfico de Mata Atlântica, em regiões com vegetação de floresta ombrófila pluvial.